# Revolut
Revolut, Ltd. je britská finanční technologická společnost nabízející debetní karty, okamžité peer-to-peer platby, správu a směnu valut a kryptoměn. Založena byla v roce 2015 v Londýně. Od roku 2018 se jedná o banku s evropskou certifikací. V únoru roku 2020 Forbes vyčíslil hodnotu neobanky Revolut na 5,5 miliardy dolarů.
Mezi nejsilnější stránky Revolutu patří rychlé mezibankovní platby, okamžité in-app platby, podpora Apple Pay a Google Pay, vybírání hotovosti z jakéhokoli bankomatu a další finanční služby v aplikaci.

## Historie
Při práci ve společnosti Credit Suisse se Vlad Jatsenko setkal s britským finančníkem ruského původu Nikolajem Storonskym, který v roce 2014 Vladislavovi nabídl, aby realizoval myšlenku multiměnové karty. Storonsky hledal nejen vývojáře, ale i spoluzakladatele projektu, který by uzavřel technickou část práce. Jatsenko nabídku přijal a v roce 2015 spustili vlastní projekt s názvem Revolut.

## Charakteristika
Revolut nabízí několik služeb, které jsou alternativou k jejich bankovním protějškům. Jedná se zejména o převody peněz a placení debetní kartou. Účet vedený Revolutem je nutné spravovat výhradně přes mobilní aplikaci. Standardní verze, umožňující provádět většinu funkcí Revolutu není zpoplatněna, pouze prémiové funkce jsou účtovány měsíčně, jsou-li využity v rámci placených měsíčních plánů.
Klient může kartou platit kdekoli na světě či online, částka bude automaticky stržena z účtu měny platby a pokud danou měnu klient nemá, bude stržena z hlavního účtu takovým kurzem, který je pro zákazníka nejvýhodnější.
Revolut umí vést účet v 25 světových měnách, včetně české koruny, dále také podporuje investice do kryptoměn (můžete je koupit, prodat, přijmout i odeslat). Vložené prostředky je možné vybírat prostřednictvím bankomatů nebo je použít v rámci bezhotovostních plateb. Klient může použít fyzickou platební kartu nebo virtuální kartu vč. jednorázových.

### Revolut Bank
Od července 2021 Revolut v České republice spustil službu Revolut Bank, díky které chrání vklady jako standardní banka. Poskytuje také úvěry a disponuje evropskou bankovní licencí. Všechny účty v České republice byly převedeny pod Revolut Bank a nové jsou otevírány v rámci této služby.

## Uživatelé

### Historie
V únoru 2020 měl Revolut přes 7 000 000 klientů po celém světě.
V prosinci 2020 měl Revolut přes 12 000 000 uživatelů a podporoval otevření účtu pro občany 35 zemí. Do pěti let chce mít služba více než 100 000 000 uživatelů. V červnu 2021 měl Revolut 15 500 000 uživatelů.
Na konci července 2021 měl Revolut 16 000 000 uživatelů. V České republice měl v červenci 2021 Revolut přes 300 000 uživatelů.
V prosinci 2021 měl Revolut téměř 28 000 000 uživatelů. V České republice měl v únoru 2022 Revolut přes 320 000 uživatelů.

### Aktuální stav
V březnu 2023 měl Revolut přes 35 000 000 uživatelů. V České republice měla služba v březnu 2023 přes 485 000 uživatelů.

## Galerie

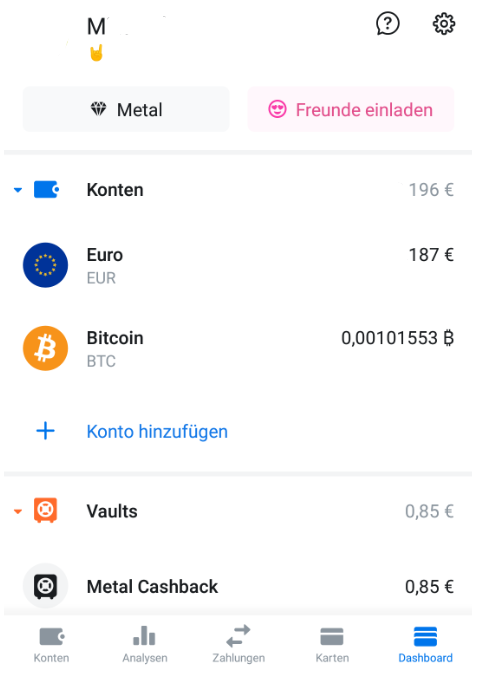
Ukázka rozhraní hlavní stránky aplikace
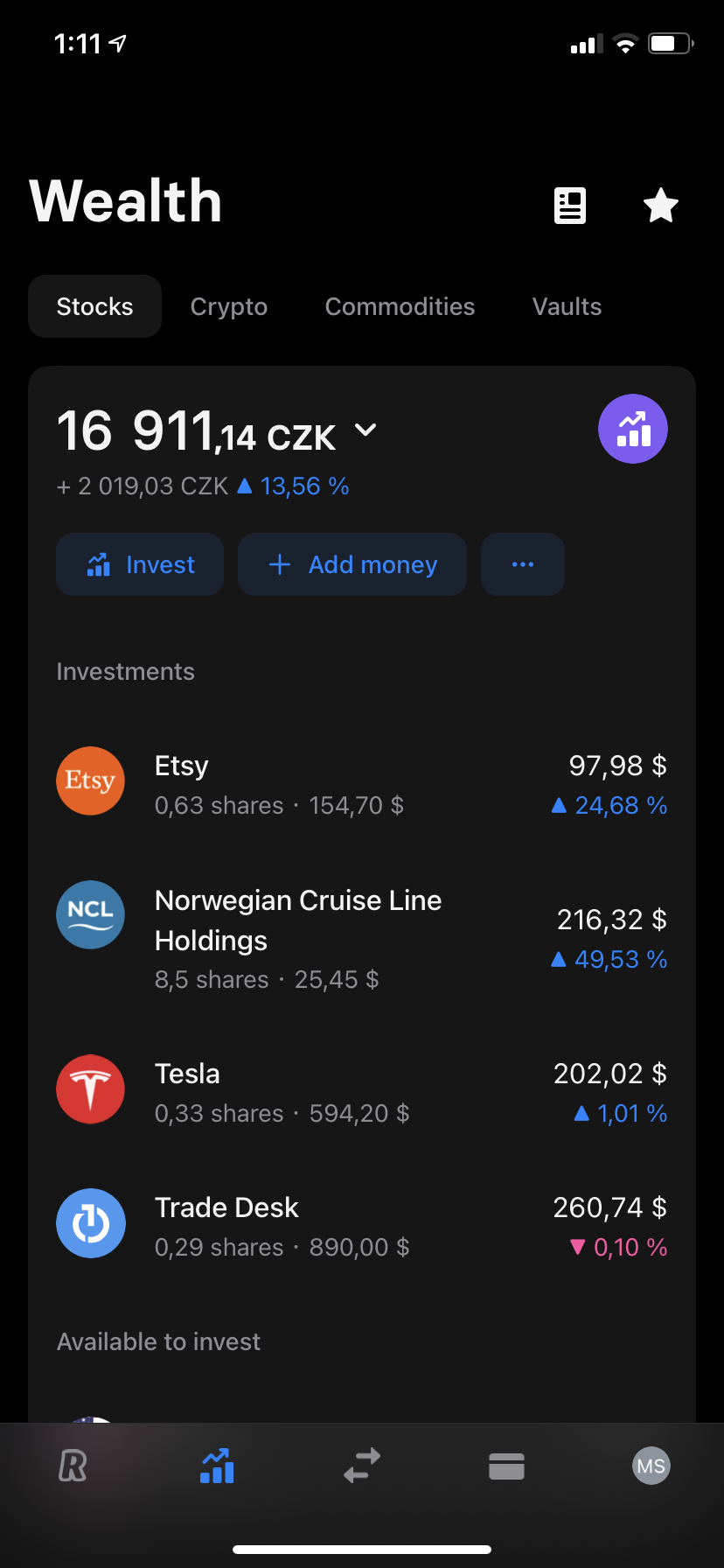
Ukázka rozhraní obchodování s akciemi
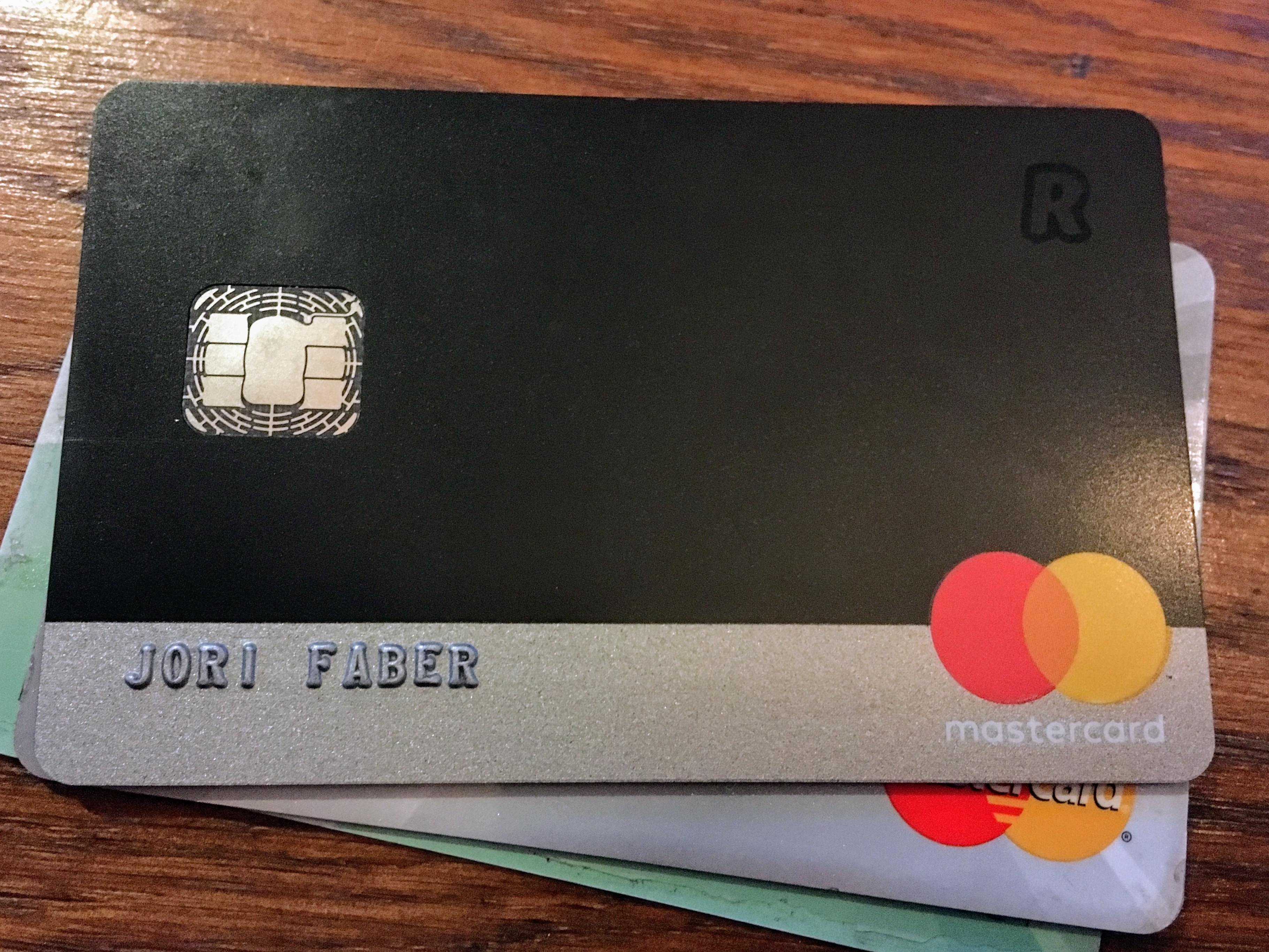
Mastercard karta Revolutu